# Mauro Entrialgo Ibarrondo
Mauro Entrialgo (nascut a Vitòria el 1965) és un artista basc.
Aquest eclèctic creador va començar a publicar a principi dels vuitanta en fanzines i des de llavors les seves vinyetes han aparegut a diversos fanzines i publicacions de còmics i multitud de periòdics (Diario Vasco, Diario 16, El País i el seu suplement El País de las Tentaciones, Egin) i revistes diversa índole (Primera Línea, Interviú, El Gran Musical, El Víbora…), quasi sempre en forma d'historietes d'una pàgina.
Actualment publica regularment al TMEO, revista d'humor en què col·labora des de la seva fundació fa més de 15 anys) i a El Jueves, així com a la revista Mongolia. També troba temps per col·laborar amb prou regularitat en fanzines variats, un àmbit que no ha abandonat des que hi començara la seva carrera. A més a més, també va tenir a El País un bloc titulat Interneteo y aparatuquis que actualitza tres cops a la setmana sobre el món de les noves tecnologies en què penja dilluns, dimecres i divendres una vinyeta amb un acudit.
A més del còmic, Entrialgo es dedica a la il·lustració (cartells o portades per a discos), ha passejat el seu treball per galeries d'art (també realitza quadres i instal·lacions), toca la guitarra en el grup musical Esteban Light i ha escrit guions per a cine (Gente Pez), animació (Cuttlas, espots de l'FNAC i La 2), televisió (Calle 13, Paramount Comedy) i teatre (Herminio y Miguelito, 30 millones de jilipollas, No hay huevos, Se empieza por los porros).
El seu treball destaca pel seu humor desvergonyit i, sobretot, per la seua capacitat d'observació de la realitat social i humana que ens envolta, elements característics sobre els quals solen versar les seues pàgines. La seua espontaneïtat i senzillesa lapidària, tant en l'aspecte visual com en els seus arguments, són els trets més cridaners del seu tan personal estil, que el converteixen en uns dels autors d'historieta humoristica més destacats actualment a Espanya.

## Àlbums publicats
- Herminio Bolaextra. 1993, Ezken Kultur Taldea.
- El asesino anda suelto. 1993, El Pregonero.
- La pandilla galáctica. 1994, El Pregonero.
- Tyrex. 1997, Ezken Kultur Taldea.
- El efecto solomillo. 1998, La Factoría de Ideas.
- El demonio rojo. 1998, La Cúpula.
- Alter Rollo. 1998, La Factoría de Ideas.
- Alter Rollo II. 1999, La Factoría de Ideas.
- La escalera. 1999, La Factoría de Ideas.
- Recortes de hostias. 2000, De Ponent.
- Siempre en forma. 2001, Ezken Kultur Taldea.
- Hablando en plata. 2002, La Cúpula.
- Déjà vu. 2002, De Ponent.
- Drugos el acumulador. 2003, La Cúpula.
- Lo más mejor de Ángel Sefija. 2003, El Jueves.
- Ángel Sefija en la cosa más nimia. 2003, El Jueves.
- Curiosidades del mundo del rock. 2003, De Ponent.
- Cómo convertirse en un hijo de puta. 2004, Astiberri.
- Historietas a la carta. 2004, La Factoría de Ideas.
- Los Domingos. 2006, De Ponent.
- El reportero de los tres huevos. 2006, Ezten Kultur Taldea.
- Ángel Sefija por tercera vez. 2006, Astiberri.
- Sólo son tebeos. 2006, Dolmen.
- Ángel Sefija con cuatro ojos. 2007, Atisberri.
- Interneteo y aparatuquis. 2008, Diábolo.
- Ángel Sefija por los siete mares. 2014, Astiberri.
- Expertos en Jetón. 2018, Diábolo.
- Ángel Sefija. Los doce meses del año. 2018, Astiberri.